# Manuel Ferreira Lima
Manuel Branco Ferreira Lima (Chamusca, agosto de 1938 — 12 de novembro de 2001) foi um político português. Ocupou o cargo de Ministro dos Transportes e Comunicações no II Governo Constitucional.
De regresso ao sector privado, esteve ligado à criação da marina de Lagos, e posteriormente, em 1998 foi Presidente do Conselho de Administração da TAP.
Para além da política e gestão, publicou vários livros, entre os quais um conjunto de contos "O Casamento de Alfredo Cabral", (Editorial Notícias 1999, - ISBN 9724609235).

## Funções governamentais exercidas
- II Governo Constitucional
  - Ministro dos Transportes e Comunicações